# Никарета из Коринфа
Никаре́та (др.-греч. Νικαρέτη) — бандерша из Коринфа, жившая в V и IV веках до н. э.
В Коринфе, древнегреческом городе, известном в античности своей проституцией, Никарета управляла «улучшающим» заведением. От названия города и упоминаний в древнегреческой литературе произошёл глагол korinthiazein, переводимый как «жить по-коринфски» и имеющий значение «сношаться с проститутками».
По некоторым сообщениям Никарета была вольноотпущенницей, которая раньше принадлежала человеку по имени Харисий. Получив свободу, она вышла замуж за повара Харисия и перебралась в Коринф. Никарета покупала молодых девушек на местном рынке рабов и обучала их как гетер, чтобы они могли сами зарабатывать себе на жизнь. Согласно Аполлодору Ахарнскому у неё был обычай сдавать своих гетер в аренду во время их расцвета, а затем продавать их, что обеспечивало 100-процентную цену их освобождения из рабства.
Через своего рода родительские отношения Никарета стремилась увеличить цену, которую должны были платить её клиенты (свободные женщины обычно были более востребованы нежели рабыни). Например, самая знаменитая гетера Никареты Неера, которую она купила вместе с шестью другими девушками, подавалась как её собственная дочь, из-за чего она требовала более высоких цен за неё. Именно во время судебного процесса против Нееры деятельность Никареты приобрела ещё большую известность, поскольку гетера описала свою жизнь, чтобы бороться против обвинений в том, что она незаконно вышла замуж за афинянина.
Существует также вероятность того, что Никарета не была отдельным или даже реальным человеком. Имя Никарета могло быть приписано либо художественной интерпретацией, либо ошибкой в обращении к разным людям (Неере или Никарете из Мегары).

## В литературе
В книге Тома Холланда «Персидский огонь» утверждается, что korinthiazein — «делать по-коринфски» — означает заниматься сексом.
В комедии Аристофана «Плутос» Хремил отмечал: «говорят, что в Коринфе тамошние потаскухи, когда приходит бедный покупатель, просто игнорируют его, но богатого человека тут же впускают — даже через чёрный ход!»